# 7528 Huskvarna
7528 Huskvarna este un asteroid din centura principală de asteroizi.

## Descriere
7528 Huskvarna este un asteroid din centura principală de asteroizi. A fost descoperit pe 19 martie 1993 la Observatorul La Silla în cadrul programului UESAC. Asteroidul prezintă o orbită caracterizată de o semiaxă mare de 2,93 ua, o excentricitate de 0,12 și o înclinație de 1,9° în raport cu ecliptica.